# Детонит
Детони́т — порошкообразное амиачноселитерное взрывчатое вещество с увеличенным содержанием нитроэфиров. Детонит относится к непредохранительным ВВ и используется для взрывания крепких горных пород или для достижения высокого качества их дробления.

## Примерный состав
- аммиачной селитры — 74…78 %
- нитросоединения (тротил) — 5…10 %
- алюминий — 5…11 %
- сенсибилизатора (труднозамерзающая смесь нитроэфиров, главным образом нитроглицерин и нитрогликоль) — 5…20 %

## Детонит М
Предназначен для взрывания крепких и особо крепких пород.
- аммиачная селитра — 78 %
- смесь нитроэфиров — 10 %
- алюминиевая пудра — 10,7 %
- стеарат кальция или цинка — 1 %
- коллоксилин — 0,3 %
- Карбонат кальция и индустриальное масло — сверх 100 %

## Свойства
- Теплота взрыва 5,79 МДж/кг
- Скорость детонации — 4200-5000 м/с (плотность: 0,95-1,2 г/см³).
- Бризантность — 17-18 мм
- Фугасность 450 мл
- Объём продуктов взрыва 832 л/кг.